# Agra katewinsletae
Agra katewinsletae es una especie de insecto coleóptero de la familia de los carábidos, conocido únicamente en Costa Rica. Fue descrito en 2002 y recibe su nombre en referencia a la actriz británica Kate Winslet.